# Molière
Jean-Baptiste Poquelin [žambatíst poklên], z umetniškim imenom Molière [moljêr], francoski klasicistični dramatik in pisatelj, * 15. januar 1622, Pariz, Francija, † 17. februar 1673, Pariz.
Molière se je rodil kot Jean-Baptiste Poquelin leta 1622 v Parizu, v meščanski družini. Po študiju, ki ga je spravil v stik s plemstvom, je postal igralec v potujoči gledališki skupini, igral v provinci v letih 1645−1658, se nato vrnil v Pariz, postal gledališki vodja, ugleden igralec in komediograf. Užival je podporo Ludvika XIV., ki ga je marsikdaj zaščitil pred napadi klerikalnih krogov in plemiških dvorjanov. Umrl je leta 1673 »na odru.«

## Življenje

### Mladost
Molière se je rodil (okrog) 14. januarja 1622 Jeanu Poquelinu, kraljevemu tapetniku in dvornemu sobarju, in Marie Cressé, ki je umrla, ko je bilo sinu Jean-Baptistu komaj 10 let. Leta 1636 je stopil v jezuitski samostan, kolegij Clermont, ki je bil takrat najboljša gimnazijska ustanova v Franciji, njegova sošolca sta bila princ de Conti (ki je bil kasneje tudi pokrovitelj Molièrove gledališke družine) in Cyrano de Bergerac. Molière se je zavzeto učil grščino, latinščino in antično književnost, pri kateri so ga navdihovali predvsem komedijski motivi. Pri osemnajstih letih je zapustil kolegij, se vpisal na študij prava v Orléansu, a usoda je hotela, da je okrog leta 1642 spoznal Madeleine Béjart in njeno gledališču posvečeno družino. Že v naslednjem letu se je v njegovem življenju vse postavilo na glavo; pretrgal je stike z očetom, iz materine zapuščine je vzel 600 liver, zaradi družinskega spora ga je babica črtala iz oporoke, očetu je (junaško) vrnil naslov dvornega tapetnika, zapustil je urejeno meščansko življenje ... Vse to je sprožila nenadna odločitev, da Jean-Baptiste Poquelin postane Molière in se pridruži hipijem tistega časa – igralcem. V tistem času so bili igralci na zelo slabem glasu, bili naj bi razuzdanci, krivoverci, brezverci … Če so hoteli prejeti poslednji zakrament, so se morali javno odpovedati svojemu poklicu, drugače so jih pokopali za pokopališki zid, kamor so spadali morilci in nekrščeni otroci. 

### Veliki gledališčnik
K temu »hudičevskemu poklicu« ga je prignala igralka Madeleine Béjart, o kateri je Georges de Scudéry zapisal, da je bila »zelo duhovita, zelo dobro je pela, zelo dobro plesala, igrala je na vse vrste inštrumentov, pisala je v stihih in prozi, njena konverzacija pa je bila zelo zabavna«. Z njeno družino je Molière leta 1643 ustanovil gledališče L'Illustre Théâtre, ki pa je že dve leti po ustanovitvi propadlo, Molière pa je zaradi dolgov in po zaslugi župnika Olierja, ki je s prižnice tulil: »Hudič bo vzel ne samo igralce Slavnega gledališča, ampak tudi vse tiste, ki hodijo igralce poslušat in gledat,« pristal v ječi. Nato je zbežal iz Pariza in s potujočo gledališko družino 13 let potoval po Franciji, kjer so nastopali po sejmih, ljudskih in političnih zborovanjih, proslavah... Na njegovo delo sta vplivali italijansko gledališče in commedia dell'arte. Na veliko srečo Molièrove gledališke družine se je zanje zavzel Filip Orleanski, brat Ludvika XIV., in 24. oktobra 1658 so v stražarski dvorani starega Louvra nastopili pred sončnim kraljem. S komedijo Zaljubljeni zdravnik so očarali vse dvorjane in zmaga je bila dobljena. Molière se je ustalil v Parizu, življenje je posvetil gledališču in se poročil z Armando, dvajset let mlajšo igralko iz svoje skupine (zanjo je napisal nekatere najboljše ženske vloge, npr. Elmiro v Tartuffu, Celimeno v Ljudomrzniku, Armande v Učenih ženskah in predvsem Lucille v Plemenitem meščanu). 

### Smrt
Molière trpi proti koncu življenja zaradi pljučne tuberkuloze, ki je bila verjetno posledica bivanja v dolžniškem zaporu. Natanko eno leto po smrti Madeleine Béjart je Molière zadnjič nastopil v vlogi Argana v Namišljenem bolniku. Med predstavo je namišljeni bolnik začel resnično umirati. Moliere je znan po smrti, ki slavno prikazuje zvezdo in glavnega igralca Namišljenega bolnika, kako zaradi resnične bolezni krvavi in kašlja na odru svoje zadnje predstave ob baletni predstavi, ki se odvija v ozadju. Vztraja na tem, da bo odigral celotno igro do konca. Po predstavi doživi še en hud napad krvavega kašlja in nato obleži doma v postelji, kjer umre nekaj ur kasneje. Zaradi svojih stališč v igrah ni bil deležen zadnjega bolniškega maziljenja s strani duhovnika, saj sta dva duhovnika zavrnila obisk, tretji pa je prišel prepozno. Igralcem sicer ni bilo dovoljeno biti pokopani na svetih tleh pokopališča, a kralj je nato dovolil, da so ga ponoči pokopali nazadnje v del pokopališča namenjen nekrščenim otrokom. Leta 1792 so prenesli njegove ostanke v Muzej francoskih spomenikov, leta 1817 pa je bil ponovno pokopan v Pariz v pokopališče Père Lachaise blizu La Fontaina.

## Les Comédies-Ballets
Leta 1661 je Molière uvedel obliko comédies-ballets v gledališče.  Baletne predstave te vrste so bile vmesna oblika med dvorno baletno predstavo namenjeno za kralja Ludvika XIV in predstavo, kot jo je bilo zmožno predstaviti tedanje poklicno gledališče. Oblika je nastala zaradi kadrovske stiske, saj Moliere kot tedanji vodja kraljevega gledališča ni bil zmožen izvesti tako baleta kot gledališke igre in je tako izvedel na svoj rizik v slavo svojega kralja predstavo, kjer so se menjavali baletni in gledališčni vložki, pri tem pa omogočali igralcem, da se v primernem času preoblečejo in spočijejo.  Uspešno tveganje je omogočilo naročilo še 12 takšnih predstav  do njegove smrti. Za izvedbo predstave je Moliere sodeloval z Pierre Beauchamp. Beauchamp je zapisoval in kodificiral položaje plesalcev, njihov nog in rok in je bil delno odgovoren za Beauchamp-Feuillet zapisovanje plesa. Sodeloval je tudi s Jean-Baptiste Lully.  Lully je bil plesalec, koreografer in skladatelj, ki je pomembno vplival na pariško opero 15 let in tako oblikoval obdobje, ko je balet in opera postala poklicna samostojna dejavnost. Mnogi plesalci tega obdobja so se uveljavljali preko Molierovega gledališča. Kralj je celo delno sodeloval in celo igral lik v nekaterih predstavah tako komedije kot baleta v tem obdobju.

## Sprejem njegovih del
Četudi je bil v svojem času razmeroma kontroverzna osebnost, še posebej za predstavnike medicinske stroke in religije, je ostal pomembna osebnost tudi po smrti. Velja za pomembnega kritika akademskih predpisov enotnosti časa, kraja in prostora, ki pa je zastavil svoje delo še vedno v tem okvirju in bil pri tem uspešen in odmeven pisec. V 18.stoletju je izgubil v Franciji veliko svojega ugleda, ki ga je ponovno pridobil v 19.stoletju in ga nato ohranjal kot klasičen avtor. Vedno več si avtorjev prizadeva ohraniti Molierovo delo predvsem kot predmet analize komedije.
Moliere kot klasičen pisec komedije je bil obtožen tako desmešnosti, slovničnih napak, mešanju metafor, pohabljanju učinka komedije za potrebe dopolnitve zahtevnega pisanja komedije v verzih. Zaradi zahtevne cenzure in akademskih zahtev je značajska komedija bila obremenjena tudi s prekomerno etiko, kar je lahko igro obremenjevalo in vedno zahtevalo igrivo in nagajivo interpretacijo. 
Molière je s svojimi komedijami v Pariz prinesel nekaj novega, pristno gledališkega, v svojem delu je združil kulturo vladajočega razreda z ljudskimi elementi in živim jezikom (commedia dell'arte se je opirala izrazito na vulgarno latinščino). Meščan, ki se je dolga leta kalil na francoskem podeželju, se je v svojih delih rogal takrat popularnim plemiško-aristokratskim preciozam, jezikovnim puhlicam, baročnim modnim muham oblačenja in ličenja, gizdalinski estetiki in neumnosti literarnega donkihotizma. Molière je vse do smrti 17. februarja 1673 igral na deskah Palais-Royala. 
V smislu uveljavitve gledališčnika je pomembno povedati, da je Moliere zaznamovan tudi s konkurenco pomembnih piscev tragedij in zgodovinskih iger, ki sta jih tedaj pisala Pierre Corneille in Jean Racine.
Commedia dell'arte kot gledališčni slog je močno zaznamoval gledališče, kjer so v družinskih igralci odigravali tipične vloge in so bili občasno celo imenovani s tipičnimi imeni, da bi se gledalci lažje potopili v predstavo. Družbeni razvoj je v novem meščanstvu pa tudi v kulturni eliti ponujal dobre tarče za doslednega pisca komedije. Dolgo je bil tako znan po Prismojenih preciozah (Les Précieuses Ridicules), enodejanki, ki je premiero doživela 18. novembra 1659. Molière je tako značilno zaznamovan z rekom castigat ridendo mores, uspešna kritika družbe je možna le s posmehom.

## Vpliv na francosko oz. evropsko kulturo
Molière velja za ustvarjalca sodobne francoske komedije in pomembnega pisca tako klasične kot karakterne komedije. Mnoge besede in fraze uporabljene v njegovih igrah imajo še vedno pomen v francoščini:
- tartuffe velja za dvoličnega svetohlinca, prepoznanega po močnemu prikazu pobožnosti in moralnosti, a z drugimi interesi
- harpagon, lik Skopuha, arhetip obsesivno pogoltnega in škrtega značaja.
- Kip komandirja iz igre Don Juan ali Kamniti gost je prikaz rigidnosti
- Iz Skapinovih zvijač 2.dejanje, 7.prizor je ostal citat, Kaj za vraga je počel v galeji?. rek, ki ga oče večkrat ponovi pred grožnjo, da mora plačati za življenje talca sina. Fraza pomeni nepotrebno težavo, ki jo oseba išče brez razloga.

## Dela
Njegov književni opus šteje sedemindvajset komedij, napisanih v verzih ali v prozi. Gojil je tip visoke komedije ali tragikomedije, pa tudi prozno komedijo, blizu farsi. V okviru dejavnosti svojega gledališča je napisal malo manj od polovice vseh predstav, ki so bile odigrane.
Glavna dela so:
- Smešne precioze (1659)
- Šola za žene (L'École des femmes, 1662)
- Tartuffe (1664-1666)
- Don Juan ali Kamniti gost (1663)
- Ljudomrznik (Le Misanthrope, 1664)
- Skopuh, (L'Avare, 1665)
- Žlahtni meščan (1670)
- Skapinove zvijače (Les Fourberies de Scapin, 1668)
- Učene ženske (Les Femmes savantes, 1669)
- Namišljeni bolnik (Le Malade imaginaire, 1670)